# Бронислав Малиновски
Бронѝслав Ка̀спер Малино̀вски, герб По̀буг (на полски: Bronisław Kasper Malinowski) е полски антрополог и етнолог.

## Биография
Бронислав Каспар Малиновски е роден в Краков на 7 април 1884 г.
Произхожда от шляхтишка фамилия, по-късно живее във Великобритания и днес се счита за основател на функционализма в културната антропология. През целия си живот води спор със своя вечен конкурент Алфред Радклиф-Браун. Ученик е на известния антрополог Чарлс Габриел Селиджман.
Завършва математика, физика и философия в Ягелонския университет в родния си град. На 26-годишна възраст заминава за Лондон, където завършва и защитава докторска степен по социология в Лондонското училище по икономика.
Избухването на Първата световна война го заварва в Австралия, така че като поданик на Австро-Унгарската империя той се оказва враг на Британската империя. Със съдействието на видни антрополози и най-вече на Хадън и Селиджман, официалните власти в Австралия му разрешават да провежда теренните си изследвания с условието да не напуска района до края на войната или да се завърне в родината си. В продължение на две години от четиригодишния си престой Малиновски изучава живота на местното население на Тробриандските острови, като се заселва в селище в областта Киривина на най-големия остров Бойова. През 1918 г. сключва брак с Елзи Мейсън и двамата се установяват в Тенерифе на Канарските острови, където Малиновски пише „Аргонавти на Западния Пасифик“. В продължение на близо две десетилетия Малиновски чете лекции по антропология в Лондонското училище по икономика.
През 1938 г. заминава за САЩ, където му се разкрива процедура за редовен професор в Йейлския университет, но малко преди да заеме тази позиция, внезапно умира на 16 май 1942 г. в Ню Хейвън, САЩ, на 58-годишна възраст от масивен инфаркт.

## Творчество и идеи
Най-известното произведение на Малиновски е Аргонавти на Западния Пасифик (Argonauts of the Western Pacific), където са описани особените търговски взаимоотношения („кула“) на Тробриандските острови, островна група в Соломоново море. Важна роля в изследването заемат и сексуалността, ритуалите, религиозните практики, както и социалните структури в племената на островите.
Малиновски има претенциите за особена убедителност на научните методи, а изключително прецизният подбор на лексика прави трудовете му доста трудни за четене. По време на т.нар. „Writing Culture“ дебат (дебат за културата на писане) Малиновски е може би единственият антрополог от „старата“ британска школа, който се включва и е готов наистина да преосмисли стила и подхода си относно репрезентацията на други народи.
В България Малиновски остава все още слабо познат въпреки няколкото публикации върху неговото научно творчество.

## За него
- Кръстева-Благоева, Евгения. „Бронислав Малиновски – бащата на функционализма“. – В: Елчинова, М., Цв. Лазова (съст.) Значими имена в антропологията: Лекции по антропология. София: Нов български университет, 2004, с. 50 – 59.
- Тодоров, Орлин (б. г.) „Пътешествия до сърцето на мрака: антропология и далечност“[неработеща препратка].